# Tanjung Raya (Zuid-Pesisir)
Tanjung Raya is een bestuurslaag in het regentschap Lampung Barat van de provincie Lampung, Indonesië. Tanjung Raya telt 930 inwoners (volkstelling 2010).